# Doennange
Doennange är en ort i Luxemburg.   Den ligger i distriktet Diekirch, i den norra delen av landet, 50 kilometer norr om huvudstaden Luxemburg. Doennange ligger 454 meter över havet och antalet invånare är 146.
Terrängen runt Doennange är huvudsakligen platt, men söderut är den kuperad.  Närmaste större samhälle är Wiltz, 10,5 kilometer söder om Doennange. 
I omgivningarna runt Doennange växer i huvudsak blandskog. Runt Doennange är det ganska glesbefolkat, med 42 invånare per kvadratkilometer.